# 余艾冰
余艾冰（英語：Aibing Yu，1963年1月—），广东开平人，澳大利亚化工与钢铁冶金专家，莫纳什大学副校长。

## 生平
余艾冰于毕业于东北工学院钢铁冶金系，1982年获学士学位，1985年获硕士学位。此后赴澳大利亚留学，1990年获伍仑贡大学博士学位。毕业后曾在联邦科学与工业研究组织从事博士后研究。此后任教于新南威尔士大学，2001年起任教授。2003年，被聘为东北大学长江学者特聘教授。2008年，当选为澳大利亚联邦教授。2014年，出任莫纳什大学副校长。
余艾冰是澳大利亚技术科学与工程院院士（2004年）、澳大利亚科学院院士（2011年）、中国工程院外籍院士（2017年）。